# Área de Conservação da Paisagem de Luidja
A Área de Conservação da Paisagem de Luidja é um parque natural localizado no condado de Hiiu, na Estónia.
A sua área é de 68 hectares.
A área protegida foi fundada em 1962 para proteger o bosque de amieiros das dunas de Luidja, localizado nas aldeias de Luidja e Paope. Em 1997, a área protegida foi designada como área de conservação paisagística.